# باولو غيريرو
خوسيه باولو غيريرو غونزاليس (بالإسبانية: José Paolo Guerrero Gonzales) (مواليد 1 يناير 1984) لاعب كرة قدم بيروفي، يلعب حاليا لصالح نادي الدرجة الأولى هامبورغ الألماني منذ 2006 في مركز المهاجم .

## روابط خارجية
- باولو غيريرو على موقع الاتحاد الدولي (مؤرشف)  (الإنجليزية)
- باولو غيريرو على موقع إي إس بي إن إف سي (الإنجليزية)
- باولو غيريرو على موقع قاعدة بيانات كرة القدم.إي يو (الإنجليزية)
- باولو غيريرو على موقع بيانات كرة القدم. دي إي (الألمانية)
- باولو غيريرو على موقع ليكيب (الفرنسية)
- باولو غيريرو على موقع ناشيونال فوتبول تيمز (الإنجليزية)
- باولو غيريرو على موقع Soccerbase.com (لاعب) (الإنجليزية)
- باولو غيريرو على موقع Soccerway.com (الإنجليزية)
- باولو غيريرو على موقع عالم كرة القدم.نت (الإنجليزية)
- باولو غيريرو على موقع كووورة